# Buzdohanj
Buzdohanj je naselje u Hrvatskoj u općini Čavle. Nalazi se u Primorsko-goranskoj županiji.

## Zemljopis
Sjeveroistočno su Čavle, sjeverno su Podrvanj i Podčudnič, sjeverozapadno su Zastenice i Grobnik, zapadno je Svilno, istočno su Cernik i Mavrinci, južno su Sušak i Sušačka Draga.

## Stanovništvo
| broj stanovnika | 197   | 233   | 276   | 280   | 287   | 321   | 332   | 413   | 455   | 434   | 505   | 665   | 986   | 1202  | 1311  | 1517  | 1648  |
|                 | 1857. | 1869. | 1880. | 1890. | 1900. | 1910. | 1921. | 1931. | 1948. | 1953. | 1961. | 1971. | 1981. | 1991. | 2001. | 2011. | 2021. |

### Mrežna sjedišta
- Službene stranice